# École supérieure d’informatique, électronique, automatique

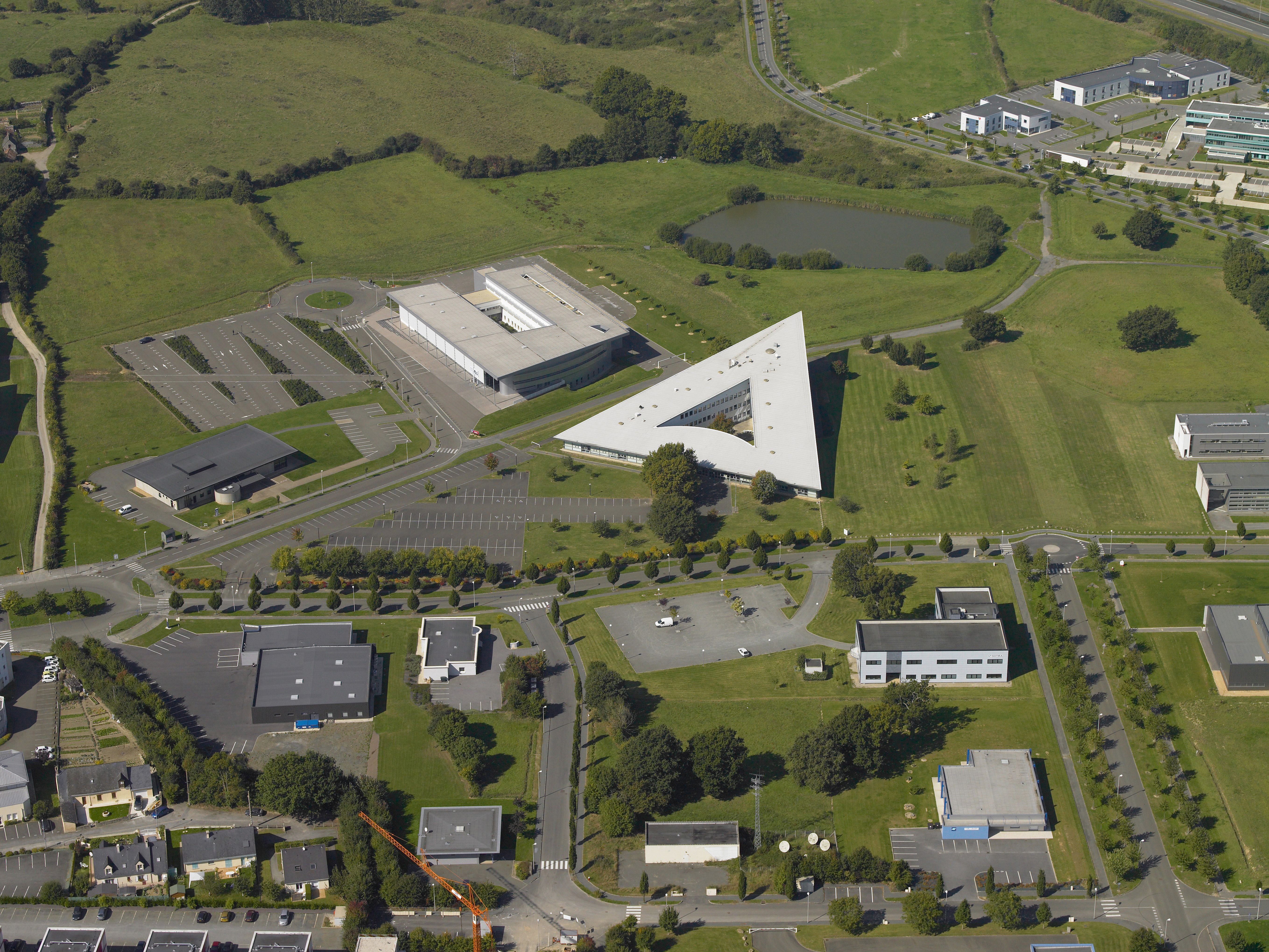
Dreieckiges Gebäude der ESIEA auf dem Campus von Laval (Mayenne)

Die École supérieure d’informatique, électronique, automatique (ESIEA) ist eine französische Ingenieurschule in Ivry-sur-Seine, die sich neben dem Campus des Institut polytechnique des sciences avancées befindet.
Sie ist Mitglied der Conférence des Grandes Écoles.

## Forschung und Graduiertenkolleg
- Digital Confidence und Sicherheit
- Learning Data Robotics
- Wechselwirkungen Digital Health Handicap
- Kunst und digitale Suche